# キクロトサウルス
キクロトサウルス (Cyclotosaurus) は中期～後期三畳紀に現在のヨーロッパ・アフリカ・タイに生息していた迷歯亜綱分椎目に属する絶滅両生類。ドイツとポーランドからほぼ完全な骨格が産出している。

## 特徴
最大種では全長4メートルに及ぶ。他のマストドンサウルス科と同様に、大きく長い顎を備えた頭部と、寸の詰まった頑丈な胴に比較的短い四肢と尾を持ち、そのほとんどを水中ですごしていたと考えられている。
獰猛な肉食両生類で、魚類の他に、ワニのように水面で待ち伏せして、水辺に近づいた陸上動物も獲物にしていたのだろう。しかしワニのような可動性のある首を持たないため、狙いをつけるには体ごと向きを変えなければならず、狩りはワニほどには上手くなかったと思われる。

## ギャラリー

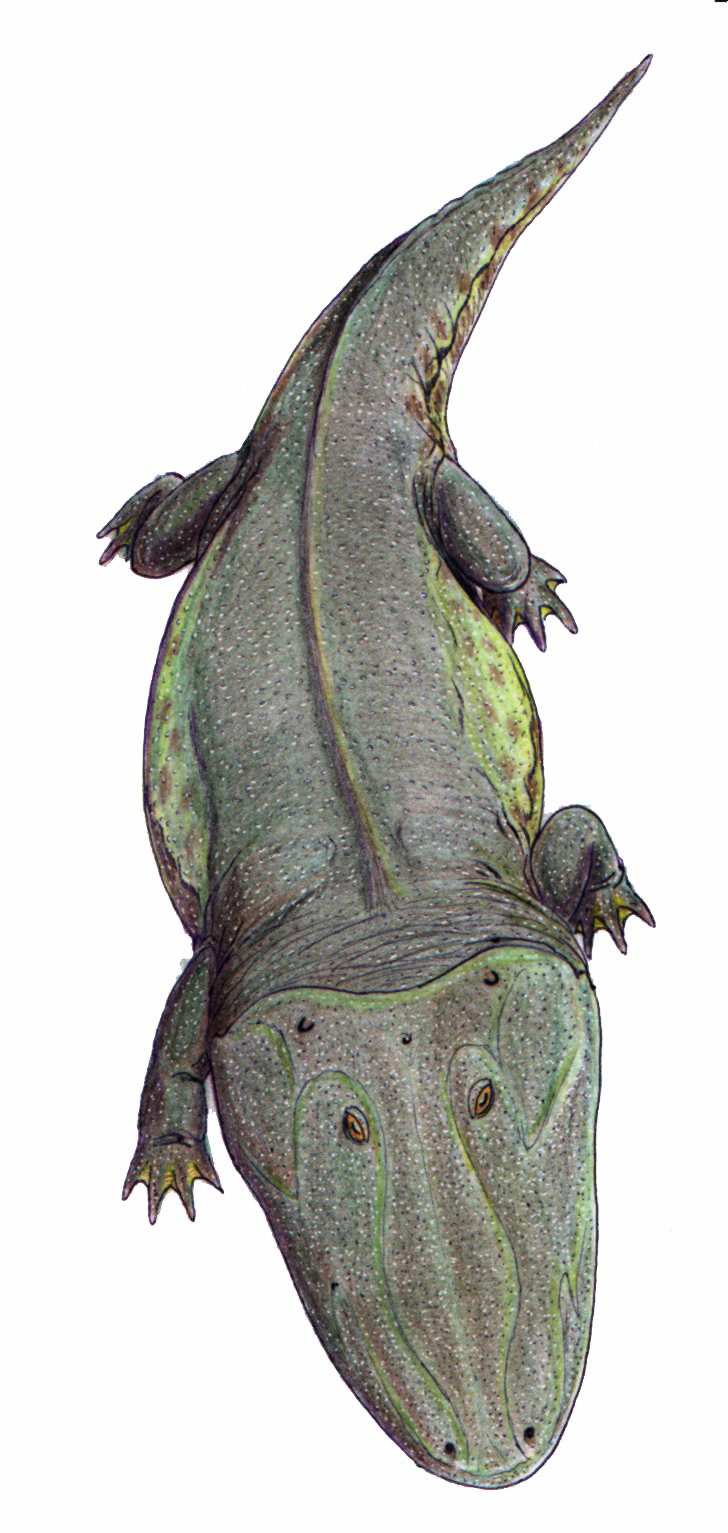
Cyclotosaurus ("Capitosaurus") robustus
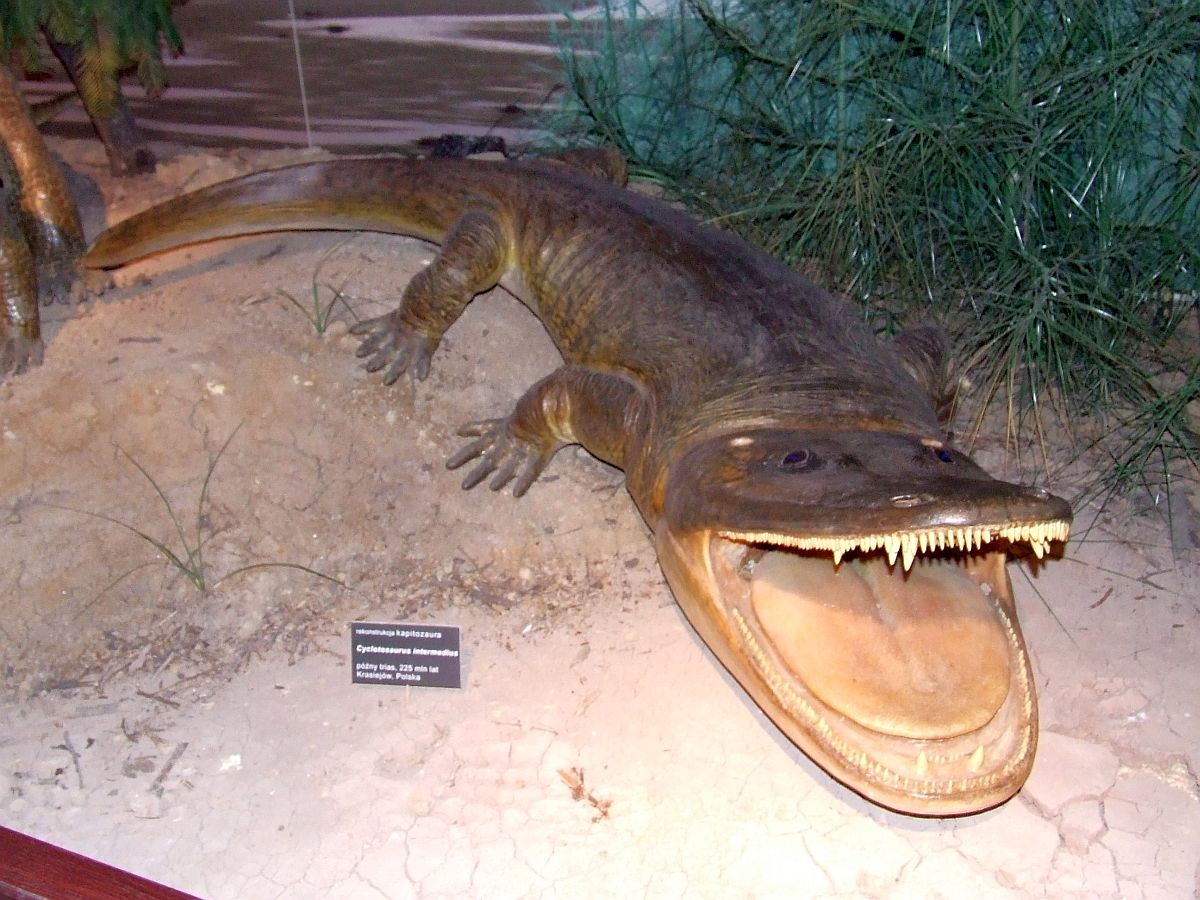
Cyclotosaurus intermedius pl:Muzeum Ewolucji PAN所蔵